# Independent Women Part I
Independent Women je píseň americké R&B dívčí skupiny Destiny’s Child. Byla napsána a produkována Beyoncé, Samem Barnesem, Jeanem-Claudem Olivierem a Corym Rooneym pro třetí studiové album skupiny, Survivor (2001), i když se píseň poprvé objevila jako soundtrack k filmové adaptaci Charlieho andílků z roku 2000.
Původně byla druhá část písně aktuálním songem a první část byla známá jako Pasadena remix, ale byla vybrána před originálem a přezdívá se jí část první.
Jak soundtrack, tak vedoucí singl celého alba byly nahrány na podzim 2000. Píseň držela první pozici v hitparádě Hot 100 časopisu Billboard jedenáct týdnů po sobě, od listopadu 2000 do února 2001. Ačkoliv pro Spojené království byla vydána ten samý den, část I i část II se pokládají za vydání písně.
Video k písni vzniklo pod režií Francise Lawrence. Na konci jsou ženy pozdraveny tajemným "Charliem".

## Přijetí
Píseň se umístila na 85. místě na seznamu 100 nejoblíbenějších písní Británie, který byl publikován v květnu 2000.

## Výkony v hitparádě
Ve Spojených státech byla "Independent Women" úspěchem v hitparádách. Single se vyšplhal na první místo hitparády Hot 100 časopisu Billboard v období, během něhož Charlieho andílci plnili kina v Severní Americe. Tímto činem získala nějaká píseň této skupiny popředí první místo v zemi v pořadí singlů. V následujícím týdnu si song nejvyšší pozici udržel, což se přikládalo kasovnímu úspěchu filmu a jeho rychlému oběhu. Song se hrál ve velké míře v rádiích, téměř deset týdnů byl hrán v rádiu časopisu Billboard a tím významně přispíval výkonu písně v hlavní hitparádě. Následkem toho strávil song jedenáct týdnů v řadě na prvním místě hitparády Hot 100 časopisu Billboard. Během desátého týdne na prvním místě očekával hudební tisk, že singl z první pozice spadne kvůli silné konkurenci v pozadí; nicméně vydržel kvůli vysokým prodejům maxi verze singlu, která byla vydána v prosinci 2000. Ve vydání Guinnessovy knihy světových rekordů pro rok 2001-2002 byla uvedena jako nejdelší píseň nahraná dívčí skupinou. "Independent Women" byla rovněž tři týdny na vrcholu hitparády Hot R&B/Hip-Hop Singles & Tracks a tím se stala čtvrtou písní od Destiny’s Child, která tuto pozici vlastnila.
Ve Spojeném království debutovala "Independent Women" jako číslo jedna a stala se první písní skupiny, která v této zemi stanula na prvním místě žebříčku. Britský fonografický průmysl píseň osvědčil jako zlatý song. První místo dosáhla rovněž v Kanadě, Irsku a na Novém Zélandu.

## Cti a osobnosti
- Hlavní vokály: Beyoncé, Kelly Rowlandová, Michelle Williamsová
- Produkce vokálů: Beyoncé Knowlesová
- Nahráno Manelich Sotolongo v Lobo Studios v Dear Parku v New Yorku
- Další nahrání Troyem Gonzalezem a Ramonem Moralesem v TK Studios na Havaji
- Audio mix: Rich Travali
- Vedeno Tomem Coynem

## Hitparády
| Hitparáda (2000)                    | Nejvyšší pozice |
| ----------------------------------- | --------------- |
| Australská ARIA hitparáda singlů    | 3               |
| Rakouská hitparáda singlů           | 22              |
| Belgická (Flandry) hitparáda singlů | 3               |
| Kanadská hitparáda singlů           | 1               |
| Dánská hitparáda singlů             | 3               |
| Holandská hitparáda singlů          | 2               |
| Finská hitparáda singlů             | 5               |
| Německá hitparáda singlů            | 3               |

| Hitparáda (2000)                         | Nejvyšší pozice |
| ---------------------------------------- | --------------- |
| Irská hitparáda singlů                   | 1               |
| Italská hitparáda singlů                 | 17              |
| Novozélandská RIANZ hitparáda singlů     | 1               |
| Norská hitparáda singlů                  | 2               |
| Švédská hitparáda singlů                 | 6               |
| Švýcarská hitparáda singlů               | 2               |
| Britská hitparáda singlů                 | 1               |
| U.S. Billboard Hot 100                   | 1               |
| Americká Billboard Hot R&B/Hip-Hop Songs | 1               |